# Джак Килби
Джак Сейнт Клеър Килби (на английски: Jack St. Clair Kilby) е американски инженер.
През 1958 г., докато работи за Texas Instruments, изобретява първата интегрална схема. Практически по същото време това прави и Робърт Нойс, работещ за Fairchild Semiconductor. През 2000 г. получава Нобелова награда за физика, заедно с Жорес Алфьоров и Херберт Крьомер.

## Биография
Джак Килби е роден на 8 ноември 1923 г. в Джеферсън Сити, САЩ. През 1948 завършва Илинойския университет в Ърбана-Шампейн, след което се занимава с транзистори във фирма, производител на електронни компоненти. През 1958 г. преминава в Texas Instruments, която по същото време насочва своите усилия към миниатюризация на електронните схеми. Наблюдавайки трудоемкия процес на сглобяване на микромодули от електронни елементи монтирани един към друг, Килби достига до идеята, че компонентите на схемите може да се изготвят едновременно върху една обща полупроводникова пластинка. През 1959 г. фирмата представя първата в света интегрална схема от пет елемента, разположени на германиева пластинка с дължина от 1 cm. Петте елемента са свързани помежду си с миниатюрно тънки проводници. Методът на Килби се оказва недостатъчно издържан от технологична гледна точка и след време неговите интегрални схеми са изместени от тези на Робърт Нойс.
От 1978 до 1985 г. Килби е преподавател в Тексаския университет A&M. През 1983 г. се пенсионира от Texas Instruments.
Килби умира от рак на 20 юни 2005 г. в Далас на 81-годишна възраст.

## Публикации
- P. Binant, Au coeur de la projection numérique, Actions, 29, 12 – 13, Kodak, Paris, 2007.
- T. R. Reid, The chip: how two americans invented the microchip and launched a revolution, Random House Trade Paperbacks, New York, 2001.
- Nobel lectures, World Scientific Publishing Co., Singapore, 2000.